# Oudan
Oudan település Franciaországban, Nièvre megyében. Lakosainak száma 138 fő (2022. január 1.). Oudan La Chapelle-Saint-André, Varzy, Champlemy, Saint-Malo-en-Donziois, Colméry és Menou községekkel határos.

## Népesség
A település népességének változása:
| Lakosok száma | 141  | 144  | 147  | 144  | 144  | 143  | 141  | 140  | 138  |
|               | 2013 | 2015 | 2016 | 2017 | 2018 | 2019 | 2020 | 2021 | 2022 |